# محمد آدمي
محمد آدمي سياسي جزائري، شغل منصب وزير العدل بحكومة سيفي الثانية.